# La Chasse à l'élan
Pour plus de détails, voir Fiche technique et Distribution.

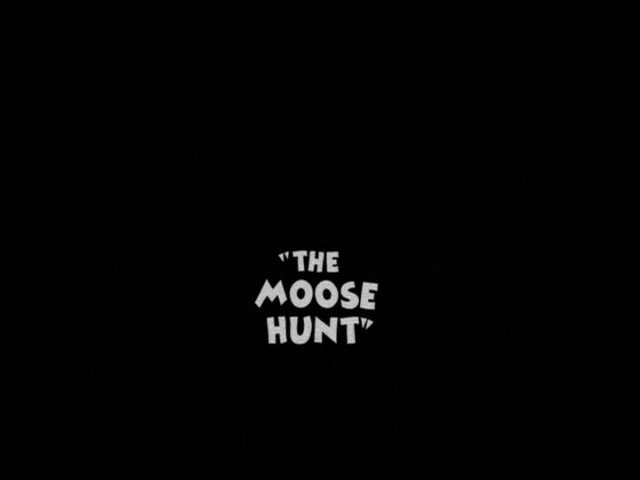
Image de titre.

La Chasse à l'élan (The Moose Hunt) est un dessin animé de Mickey Mouse produit par Walt Disney pour Columbia Pictures et sorti le 8 mai 1931. Pluto apparaît dans ce film sous son nom définitif.

## Synopsis
C'est l'automne et Mickey décide d'aller chasser l'élan. Il emmène avec lui son chien de chasse Pluto. Ce dernier casse des branches qui se retrouvent sur sa tête. Mickey pense voir l'élan tant recherché et tire. Il rate Pluto. Plus tard il rencontre un vrai élan mais c'est le fusil qui ne fonctionne plus. Dans la folle course qui s'ensuit Mickey monte sur Pluto et parvient ainsi à s'échapper.

## Fiche technique
- Titre original : The Moose Hunt
- Autres titres :
  - France : La Chasse à l'élan
- Série : Mickey Mouse
- Réalisateur : Burt Gillett
- Animateur : David Hand
- Voix : Walt Disney (Mickey), Pinto Colvig (Pluto)
- Producteur : Walt Disney, John Sutherland
- Distributeur : Columbia Pictures
- Musique originale : Bert Lewis
- Date de sortie : 3 mai[1] ou 8 mai[2] 1931
- Format d'image : Noir et Blanc
- Durée : 7 min
- Langue : (en)
- Pays de production :  États-Unis

## Voix françaises
- Jean-François Kopf : Mickey Mouse
- ??? : Pluto

## Commentaires
C'est la troisième apparition graphique du chien devenu à partir de ce film Pluto, le chien de Mickey. L'aspect graphique avait été utilisé une première fois en août 1930 dans La Symphonie enchantée. Une seconde fois sous le nom de Rover et comme chien de Minnie Mouse dans The Picnic (1930).